# Minuttjärnen
Minuttjärnen är en sjö i Arvidsjaurs kommun i Lappland och ingår i Skellefteälvens huvudavrinningsområde. Sjön har en area på 0,0901 kvadratkilometer och ligger 360,3 meter över havet.

## Delavrinningsområde
Minuttjärnen ingår i det delavrinningsområde (725562-164140) som SMHI kallar för Ovan VDRID = Söderträskbäcken i Skellefteälvens v*. Medelhöjden är 360 meter över havet och ytan är 3,02 kvadratkilometer. Räknas de 382 avrinningsområdena uppströms in blir den ackumulerade arean 6 879,26 kvadratkilometer. Avrinningsområdets utflöde Skellefteälven mynnar i havet. Avrinningsområdet består mestadels av skog (73 procent). Avrinningsområdet har 0,36 kvadratkilometer vattenytor vilket ger det en sjöprocent på 11,9 procent.